# Заломаєво (Нижньогородська область)
Заломаєво (рос. Заломаево) — присілок в Городецькому районі Нижньогородської області Російської Федерації.
Населення становить 69 осіб. Входить до складу муніципального утворення Кумохинська сільрада.

## Історія
Від 2009 року входить до складу муніципального утворення Кумохинська сільрада.

## Населення
| 2002 | 2010 |
| ---- | ---- |
| 65   | ↗69  |